# Hans Arnold
Hans Arnold, född 22 april 1925 i Sursee, kantonen Luzern, Schweiz, död 25 oktober 2010 i Stockholm, var en schweizisk-svensk illustratör.

## Biografi
Hans Arnold utbildades på Konstfackskolan i Luzern, där han blev antagen 1936. I Schweiz arbetade han tidvis som trickfilmsanimatör. Efter några år i Paris kom han 1947 till Sverige. Det svenska landskapet påminde honom om Alperna nedanför trädgränsen. I Sverige gjorde han sina första illustrationer för Åhlén & Åkerlunds förlag, Det var en gubbe som satt på en likkista och spelade fiol, som han själv beskriver det.
Hans Arnold arbetade som illustratör i dags- och veckotidningar, som sagoillustratör ("Bland tomtar och troll", Allrakäraste Syster, Jag är en varulvsunge), som omslagstecknare till serietidningar och skivomslag ("Boris Karloffs Midnattsrysare", "Abba:s Greatest Hits", The Airwaves Abba-hyllning "Hey You Ring Me Tonight") och ungdomsböcker (”Dante”, "Dunder & Brak", "Frankensteins faster"), som trickfilm-animatör ("Matulda och Megasen", "Fetknopparna", "En konstig man") och fristående konstnär. Första utställningen i Sverige hade han 1959 på Galleri Färg och Form. Hans Arnold arbetade även som scenograf för bland annat Kungliga Operan.
Efter att ha tecknat "Veckans Chock" i Vecko-Revyn åren 1954–1979 blev han rikskänd som skräcktecknare. Typiskt för Hans Arnolds teckningar är att han lyckades få de mest vardagliga föremål att se spöklika och skräckinjagande ut, samtidigt avbildade han barn på ett mycket älskvärt sätt. Kvinnor återgestaltades ofta på ett sexualiserat och konservativt vis. Hans arbeten är alltid mycket detaljrika och genomarbetade med tydliga drag av surrealism.
Än idag[när?] har Arnold en bred skara av anhängare och är allmänt klassad som "kult-illustratör". Hans teckningar har jämförts med den internationellt mer namnkunnige schweizaren H.R. Gigers. Arnold avled 2010 efter en lång tids sjukdom. Han är gravsatt i minneslunden på Skogskyrkogården i Stockholm.
År 1955 gifte sig Hans Arnold med journalisten Vera Nordin, och 1956 fick de ett tvillingpar tillsammans.
Våren 2019 fick långfilmsdokumentären "Hans Arnold - penselns häxmästare" biopremiär.